# برایان جی اسمیت
برایان جی اسمیت (انگلیسی: Brian J. Smith؛ زادهٔ ۱۲ اکتبر ۱۹۸۱) یک هنرپیشه اهل ایالات متحده آمریکا است. او یک همجنسگرا می‌باشد

## گزیده فیلمشناسی
از فیلم‌ها یا برنامه‌های تلویزیونی که وی در آن نقش داشته‌است می‌توان به آثار زیر اشاره کرد.
- پوآرو (مجموعه تلویزیونی) ()
- دختر سخن‌چین ()
- انبار ۱۳ ()
- همسر خوب ()
- مظنون (مجموعه تلویزیونی) ()
- نجیب‌زادگان (مجموعه تلویزیونی) ()
- دفاینس (مجموعه تلویزیونی) ()
- سنس۸ ()
- کوانتیکو ()